# アルヒミスト
アルヒミスト (Alchimist) とは、20世紀中ごろに活躍したドイツの競走馬・種牡馬。

## 概要
ドイツ国立グラディッツ牧場の生産。仔馬のころから期待された馬であった。1932年にデビュー。競走成績は10戦6勝。特に1933年はウニオンレネン、独ダービー、ベルリン大賞、バーデン大賞と4連勝した。種牡馬としても1946、47年にドイツ首位種牡馬となった。産駒にビルクハーンBirkhahn（西独ダービー、東独ダービー、独首位種牡馬）、シュヴァルツゴルトSchwartzgold（独ダービー、独オークス、独1000ギニー）がいる。
本馬の死亡時期は1945年春とされる。侵攻してきたソ連軍兵士に射殺され、その場で食べられる無残な最期を遂げた。なお、同時期に父ヘロルドもソ連軍により射殺されている。
ビルカーハン産駒リテラートLiteratの仔に名種牡馬ズルムーが生まれ、ズルムーはドイツ史上最強馬と称されたアカテナンゴの父となり、更にアカテナンゴは種牡馬としてランドを送り出すなど父系も繋がり、子孫はダークロナルド系から独立したアルヒミスト系とも呼ばれる。直系は衰退しつつあるが、ズルムーを母父に持つモンズーン、ビルクハーンを3代母の父に持つアーバンシーの仔ガリレオ、シーザスターズらの種牡馬としての成功により、本馬の血は多くの馬に受け継がれている。

## 血統表
| アルヒミストの血統 | アルヒミストの血統     | アルヒミストの血統    | （血統表の出典）   | （血統表の出典） |
| 父 Herold 1917     | 父の父Dark Ronald 1905 | Bay Ronald 1893       | Hampton            | Hampton          |
| 父 Herold 1917     | 父の父Dark Ronald 1905 | Bay Ronald 1893       | Black Duchess      |                  |
| 父 Herold 1917     | 父の父Dark Ronald 1905 | Darkie 1889           | Thurio             | Thurio           |
| 父 Herold 1917     | 父の父Dark Ronald 1905 | Darkie 1889           | Insignia           |                  |
| 父 Herold 1917     | 父の母Hornisse 1908    | Ard Patrick 1899 青鹿 | St.Florian         | St.Florian       |
| 父 Herold 1917     | 父の母Hornisse 1908    | Ard Patrick 1899 青鹿 | Morganette         |                  |
| 父 Herold 1917     | 父の母Hornisse 1908    | Hortensia 1891        | Ayrshire           | Ayrshire         |
| 父 Herold 1917     | 父の母Hornisse 1908    | Hortensia 1891        | Beauharnais        |                  |
| 母 Aversion 1914   | 母の父Nuage 1907 鹿    | Simonian 1888         | St.Simon           | St.Simon         |
| 母 Aversion 1914   | 母の父Nuage 1907 鹿    | Simonian 1888         | Garonne            |                  |
| 母 Aversion 1914   | 母の父Nuage 1907 鹿    | Nephte 1903           | Flying Fox         | Flying Fox       |
| 母 Aversion 1914   | 母の父Nuage 1907 鹿    | Nephte 1903           | Fanny              |                  |
| 母 Aversion 1914   | 母の母Antwort 1907     | Ard Patrick 1899 青鹿 | St.Florian         | St.Florian       |
| 母 Aversion 1914   | 母の母Antwort 1907     | Ard Patrick 1899 青鹿 | Morganette         |                  |
| 母 Aversion 1914   | 母の母Antwort 1907     | Alveole 1889          | Crafton            | Crafton          |
| 母 Aversion 1914   | 母の母Antwort 1907     | Alveole 1889          | St.Alvere F-No.9-h |                  |